# Saqqaq
Saqqaq (o Sarqaq) è un piccolo villaggio della Groenlandia di 180 abitanti (gennaio 2005), fondato nel 1755; si trova a 70°01'N 51°57'O. Si affaccia a sud sul Vaigat e si trova alla base della penisola di Nugssuaq; appartiene al comune di Avannaata. È famoso soprattutto per gli scavi archeologici a ovest del paese, che hanno portato alla luce i resti di un'antica civiltà denominata Cultura Saqqaq, che ha vissuto in Groenlandia tra il 2500 a.C. e l'800 a.C.